# As Viagens de Gulliver
As Viagens de Gulliver (1726), originalmente Viagens a diversos países remotos do mundo, em quatro partes, por Lemuel Gulliver, a princípio cirurgião e mais tarde capitão de vários navios (renomeado em 1735), é um romance satírico do escritor irlandês Jonathan Swift. É o trabalho mais conhecido de Swift, e também um clássico da literatura inglesa.
Lilliput é uma das ilhas fictícias do romance "As Viagens de Gulliver". Swift apresentou-a como parte de um arquipélago, juntamente com a ilha de Blefuscu, algures no Oceano Índico. O livro também relata que as duas ilhas são inimigas. Nessa ilha, a personagem principal deparou-se com a população de pessoas minúsculas (com menos de seis polegadas de altura, cerca de 15 centímetros), chamadas liliputeanos, que o tomaram por gigante. Posteriormente, em Brobdingnag, o protagonista é considerado uma pequena pessoa entre gigantes.

## Sinopse

### Parte I: Uma Viagem a Lilliput
4 de maio de 1699
A viagem tem origem com um curto preâmbulo onde Lemuel Gulliver dá um breve resumo da sua vida antes das suas viagens.
Durante sua primeira viagem, após escapar de um naufrágio, Gulliver é aprisionado por uma raça de pessoas minúsculas, com menos de 15 centímetros de altura, que são os habitantes da ilha de Lilliput. Depois de promessas de bom comportamento, ele passa residir em Lilliput e vira um favorito da corte local, e o rei lhe dá permissão para andar pela cidade desde que ele não machuque seus súditos.
Inicialmente, os Lilliputeanos são hospitaleiros com Gulliver, mas eles também têm receio da ameaça que seu tamanho representa a eles. Os Lilliputeanos logo se mostram um povo que gosta de exibições de autoridade e poder, e propenso a dar grande ênfase a questões triviais. Por exemplo, qual lado de um ovo que uma pessoa deve quebrar vira a base de uma divisão política profunda dentro da nação. Gulliver ajuda os Lillipputeanos a subjugar seus vizinhos da ilha de Blefuscu ao roubar seus navios. Porém, ele se recusa a reduzir Blefuscu a uma província de Lilliput, desagradando o rei e sua corte.
Gulliver é acusado de traição, por, dentre outros crimes, fazer necessidades no Palácio, apagando um incêndio e salvando várias vidas, é declarado culpado e é sentenciado a ser cegado. Com a ajuda de um amigo na corte, ele foge para Blefuscu. Lá, ele encontra um barco abandonado, e é avistado por um navio que o leva para casa.

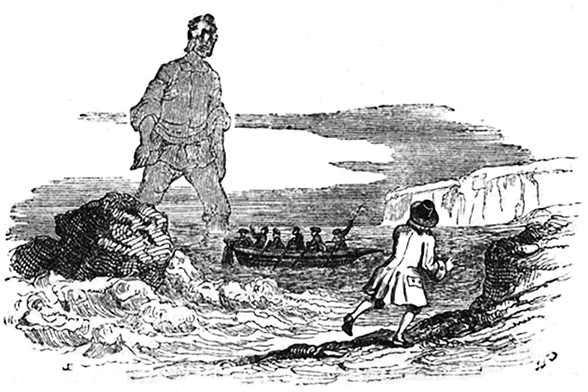
Gulliver em Brobdingnag

### Parte II: Uma Viagem a Brobdingnag
20 de junho de 1702 – 3 de junho de 1706
Depois de algum tempo, Gulliver retorna aos mares. Quando seu navio se perde após uma tempestade e é forçado a navegar para terras mais próximas para obter água fresca, Gulliver é abandonado pela sua tripulação em uma península na costa oeste da América do Norte.
A grama nestas terras é tão alta quanto uma árvore. Então, ele é encontrado por um fazendeiro de aproximadamente 22 metros de altura, que o leva para sua casa, onde sua filha Glumdalclitch cuida dele. O fazendeiro trata Gulliver como uma curiosidade e cobra para exibi-lo. Os shows constantes deixam Gulliver doente, e o fazendeiro lhe vende à rainha de Brobdingnag. Glumdalclitch, que acompanhou o pai enquanto ele exibia Gulliver, é empregada pela rainha para continuar cuidando dele. Como Gulliver é pequeno demais pra usar seus utensílios, a rainha de Brobdingnag ordena que uma casa pequena seja construída pra ele para que ele possa ser carregado nela; esta é referida como sua "caixa de viagem".

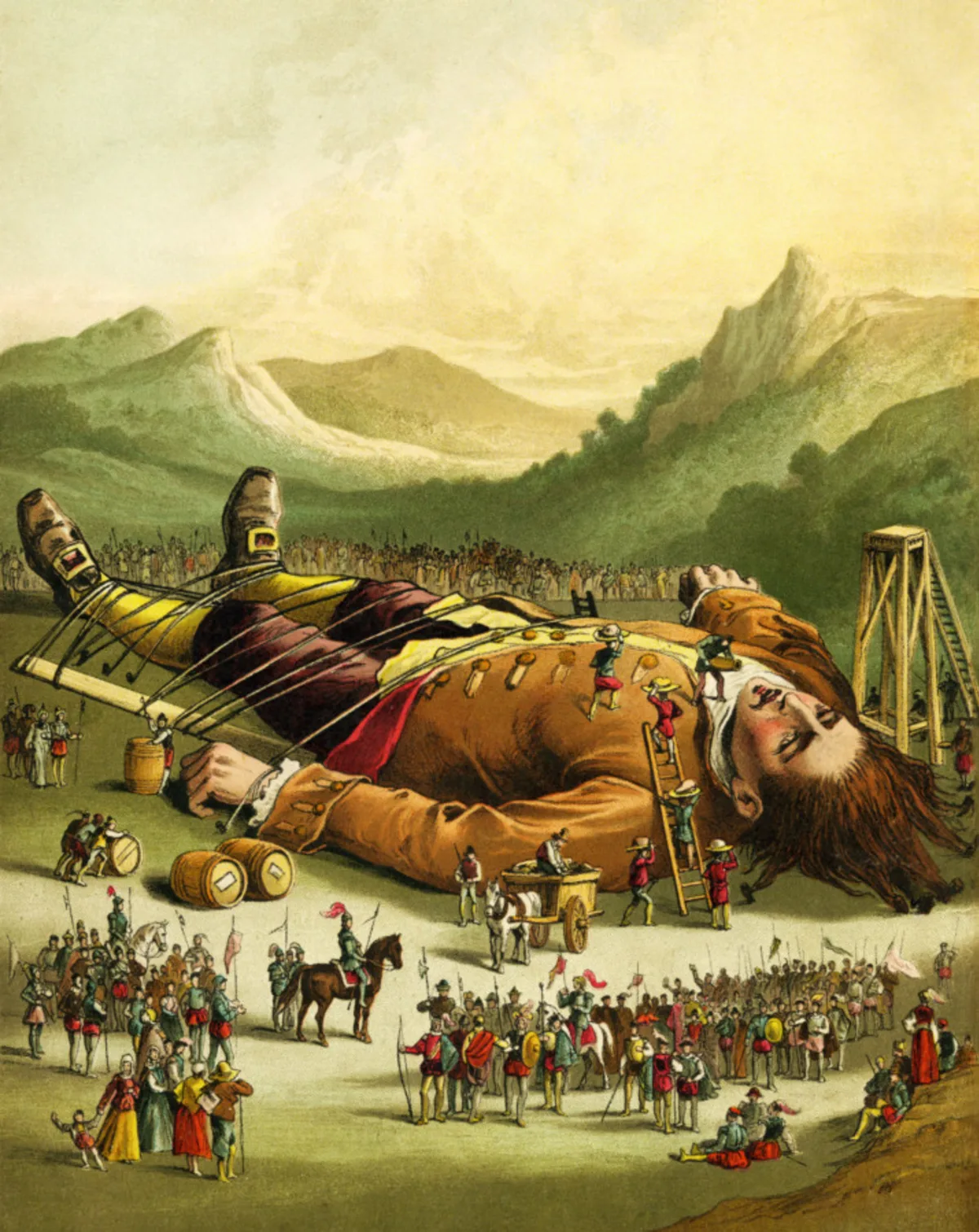

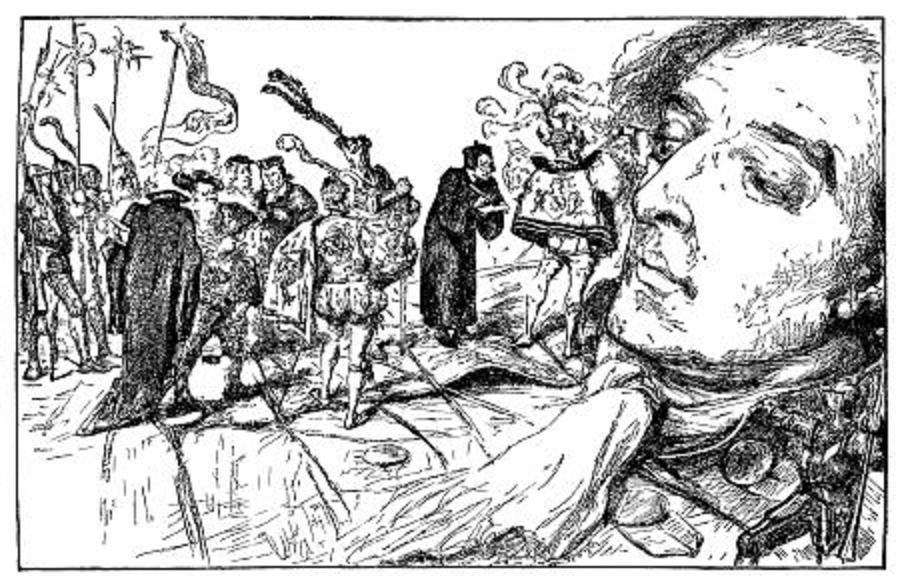
Gulliver e os Lilliputeanos

Entre aventuras pequenas como luta contra uma vespa gigante e ser levado ao teto por um macaco, Gulliver discute o estado da Europa com o rei de Brobdingnag e percebe os diversos erros existentes em seu sistema político. Em uma viagem à praia, sua caixa de viagem é roubada por uma águia gigante, que larga Gulliver e sua caixa no mar, onde ele é resgatado por alguns marinheiros, que o levam de volta à Inglaterra.

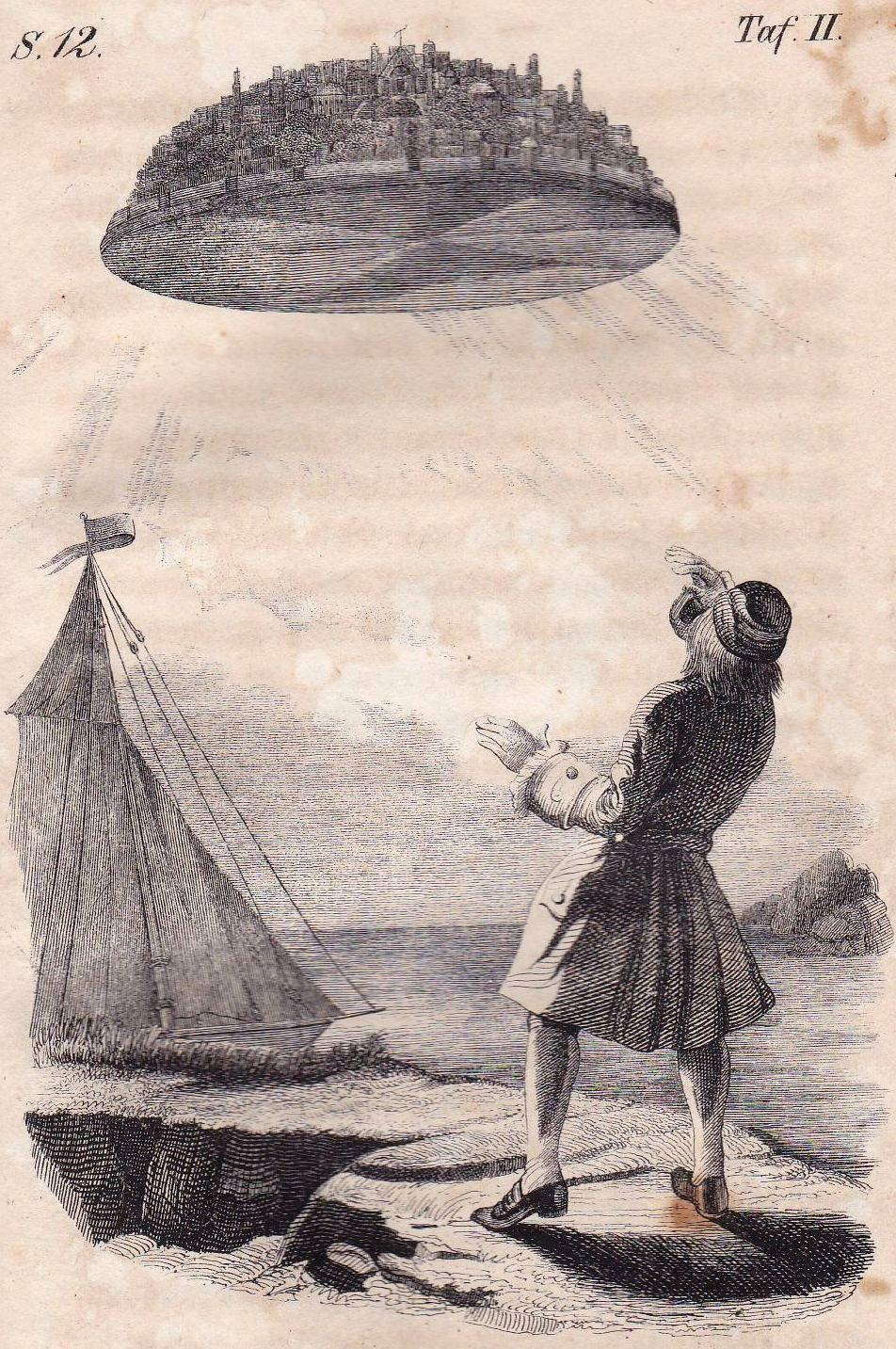
Gulliver vê Laputa

### Parte III: Uma Viagem a Laputa, Balnibarbi, Luggnagg, Glubbdubdrib e Japão
5 de agosto de 1706 – 16 de abril de 1710
Indo ao mar de novo, o navio de Gulliver é atacado por piratas e ele é abandonado em uma ilha rochosa perto da Índia. Ele é resgatado pela ilha voadora de Laputa, um reino devotado às artes musicais, matemáticas e astronômicas, mas incapazes de usá-las para fins práticos. O costume de Laputa de jogar pedras em cidades rebeldes no solo pressagia o uso de ataques aéreos em guerras.
Gulliver passa por Balnibarbi, um reino governado por Laputa, e vê o estrago causado pela busca cega da ciência sem resultados práticos, uma sátira contra a burocracia e a Royal Society e seus experimentos. Na Grande Academia de Lagado, em Balnibarbi, muitos recursos e mão de obra são gastos na pesquisa de esquemas completamente absurdos, como extrair raios de sol a partir de pepinos, aprender como misturar tinta por cheiro, e desmascarar conspirações políticas examinando o excremento de pessoas suspeitas. Gulliver então, vai a Maldonada, o principal porto de Balnibarbi, esperar um comerciante que possa levá-lo ao Japão.
Enquanto esperando, Gulliver vai à ilha de Glubbdubdrib, a sudoeste de Balnibarbi. Em Glubbdubdrib, ele visita a casa de um mago e discute história com os fantasmas de Júlio César, Bruto, Homero, Aristóteles, René Descartes e Pierre Gassendi.
Na ilha de Luggnagg, ele encontra os struldbrugs, que são imortais. Eles não têm o dom da juventude eterna, sofrem as enfermidades da velhice e são considerados legalmente mortos ao completarem 80 anos.
Ao chegar ao Japão, Gulliver pede ao Imperador para lhe "eximir de executar a cerimônia imposta a meus compatriotas, de pisar no crucifixo", pedido concedido pelo Imperador. Gulliver volta pra casa, determinado a nunca mais voltar ao mar.

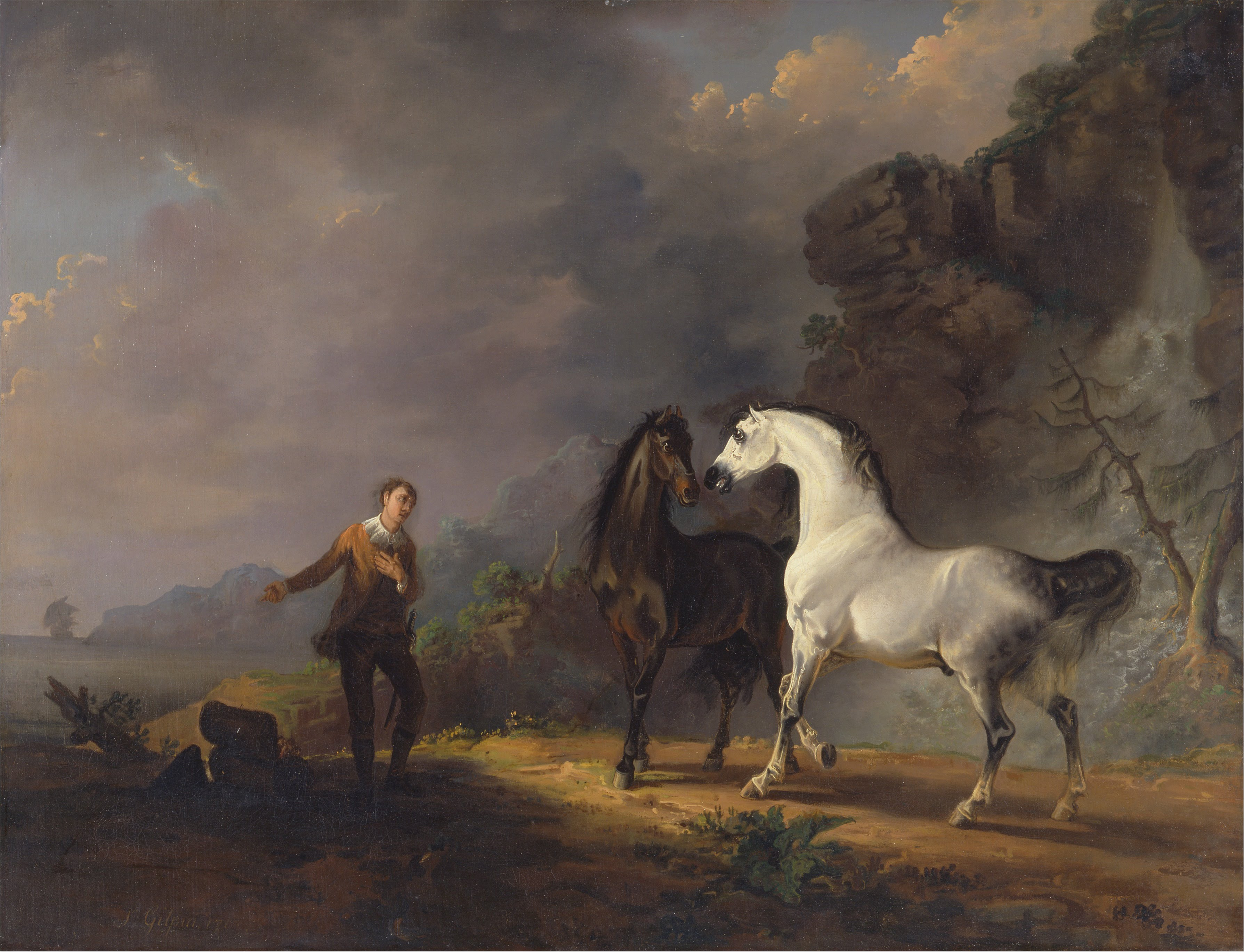
Gulliver fala com os Houyhnhnms

### Parte IV: Uma Viagem ao país dos Houyhnhnms
7 de setembro de 1710 – 2 de julho de 1715
Apesar de suas intenções anteriores de ficar em casa, Gulliver logo volta ao mar como capitão de um navio mercante, estando entediado com seu emprego de cirurgião. Devido à morte de vários membros da tripulação, ele é forçado a adquirir pessoal novo nas Ilhas de Barlavento. Os novos membros, em sua maioria ex-piratas, convencem o resto da tripulação a se amotinar. Depois de deixá-lo preso por algum tempo, eles resolvem deixar Gulliver no primeiro pedaço de terra que encontrarem e continuar a sua viagem como piratas. Ele é abandonado em um bote, e encontra uma raça de criaturas humanoides selvagens e deformadas a qual ele ganha uma antipatia violenta. Logo depois, ele encontra os Houyhnhnms, uma raça de cavalos falantes. Eles são os governantes, enquanto os humanoides, chamados de Yahoos, são humanos na sua forma mais primordial.
Gulliver passa morar na casa de um dos Houyhnhnms, e passa a admirar e imitar a eles e ao seu estilo de vida, rejeitando a humanidade como Yahoos com um pouco de razão, que eles usam apenas para exacerbar os vícios dados a eles pela natureza. Porém, uma Assembleia de Houyhnhnms decreta que Gulliver é um perigo à sua civilização, e o expulsam. Gulliver então é resgatado por um navio português, e volta pra casa, onde ele se torna recluso, ficando em casa, evitando sua família e esposa, e passando várias horas por dia conversando com seus cavalos.

## História e Composição
É incerta a data exata em que Swift começou a escrever As Viagens de Gulliver (muito da história foi escrita na mansão Loughry em Cookstown, Condado de Tyrone enquanto Swift esteve lá) mas algumas fontes sugerem que foi mais cedo, em 1713, quando Swift, Gay, Pope, Arbuthnot e outros formaram o Scriblerus Club com o intuito de satirizar gêneros da literatura popular. De acordo com estes relatos, Swift foi encarregado de escrever as memórias do autor imaginário do clube, Martinus Scriblerus, e também de satirizar o subgênero literário “contos de viagem”. Sabe-se a partir da correspondência de Swift que ele iniciou sua composição própria em 1720 com as Partes I e II escritas inicialmente com temas espelhados, Parte IV em 1723 e Parte III escritas em 1724; mas alterações foram feitas mesmo enquanto Swift escrevia Drapier's Letters. Aproximadamente em agosto de 1725 o livro estava completo; e como As Viagens de Gulliver eram transparentemente anti Whigsatire, é provável que Swift tenha copiado o manuscrito para que sua caligrafia não pudesse ser usada como evidência caso surgisse alguma acusação, como aconteceu com alguns de seus panfletos irlandeses (o Drapier's Letters). Em março de 1726 Swift viajou para Londres a fim de publicar seu trabalho; o manuscrito foi entregue secretamente ao editor Benjamin Motte, que usou cinco casas de impressão para acelerar a produção e evitar a pirataria. Motte, reconhecendo um best-seller, mas temendo uma acusação, cortou ou alterou as passagens mais ofensivas (como as descrições dos concursos judiciais em Lilliput e a rebelião de Lindalino), adicionou algum material em defesa da rainha Ana da Grã-Bretanha para a Parte II e o publicou. A primeira edição foi lançada em dois volumes em 28 de outubro de 1726, com preço de 8s. 6d.

## Adaptações

### Música
- O compositor alemão Georg Philipp Telemann fez uma suíte para violinos intitulada "Suíte de Gulliver". Os cinco primeiros movimentos são "Entrada", "Chacona Lilliputiana", "Giga Brobdingnagiana", "Devaneio dos Laputanos e seus acompanhantes", e "Loure dos bem-educados Houyhnhnms e dança selvagem dos indomáveis Yahoos". Telemann compôs essa suíte in 1728, apenas dois anos após a publicação do livro.[1] Em 2008, uma versão eclética dessa suíte foi composta e gravada pelo músico e produtor italiano Andrea Ascolini.
- Uma das canções mais populares da banda No More Kings, Leaving Lilliput, é uma releitura da primeira viagem de Gulliver.
- "Sereno", um álbum do cantor pop espanhol Miguel Bosé, tem uma música em referência a Gulliver intitulada "Gulliver".
- A banda britânica de roque progressivo The Yellow Moon Band intitulou seu álbum de estreia Travels into Several Remote Nations of the World (2009) em uma referência ao livro de Swift e ao ecletismo de sons e influências no álbum. A banda do guitarrista Rudhy Carroll também comentou que ele vivia em uma casa chamada "Lilliput", quando ele era criança.

### Filme, Televisão e Rádio
Gulliver's Travels foi adaptado várias vezes para filmes, televisão e rádio:
- Le Voyage de Gulliver à Lilliput et chez les géants: Um curta mudo francês, diritigo por Georges Méliès.
- As Viagens de Gulliver (filme de 1939): produzido pela Fleischer Studios e Paramount Pictures. Com a expiração de seus direitos autorais, este filme entrou em domínio público e pode ser descarregado a partir do Prelinger Archive.[2]
- The Three Worlds of Gulliver (1960).
- The Adventures of Gulliver (1968): Série animada dirigida por William Hanna e Joseph Barbera.
- Gulliver's Travels (1977).
- Gulliver's Travels (1979): Desenho animado feito na Austrália.
- Gulliver in Lilliput (1982): Minissérie de televisão estrelada por Frank Finlay e Elisabeth Sladen.
- Gulliver's Travels (1992): Série de televisão animada.
- Gulliver's Travels (1996): Minissérie de televisão estrelada por Ted Danson e Mary Steenburgen.
- "Gulliver's Travels" (1999): Drama de rádio das aventuras de Gulliver em Lilliput, produzida pela série Radio Tales para a National Public Radio.
- Albhutha Dweepu (2005): Um filme malasiano baseado nas viagens de Gulliver, estrelando Prithviraj and Mallika Kapoor.
- Gulliver's Travels (2010) Versão planejada para as aventuras de Gulliver em Lilliput, estrelando Jack Black, Billy Connolly, James Corden, Amanda Peet, Chris O'Dowd [3]

### Texto online
- Gulliver's Travels: a Study Guide for Students
- As Viagens de Gulliver no Projeto Gutenberg
- As Viagens de Gulliver no Projeto Gutenberg
- Gulliver's Travels, texto completo e áudio.
- Versão comentada de Gulliver's Travels

### Filmes
- Gulliver's Travels (1939) — Filme completo disponível no Internet Archive

- Arpudha Theevu (2007) Tamil Movie based upon Gulliver's Travels